# 1922 (film 2017)
1922 è un film del 2017 scritto e diretto da Zak Hilditch.
Il film è un adattamento cinematografico del racconto 1922, scritto da Stephen King e incluso nell'antologia Notte buia, niente stelle.

## Trama
In una fatiscente stanza d'albergo, l'agricoltore Wilfred James scrive una lettera in cui confessa l'omicidio della moglie Arlette, commesso qualche anno prima con la complicità del figlio quattordicenne Henry "Hank", e tutti i tragici eventi che susseguirono dopo l'omicidio della donna.
Nell'estate del 1922 tra Wilfred e sua moglie ci furono delle tensioni legate ad un terreno che Arlette aveva ereditato dal padre e che voleva vendere alla compagnia Ferrington. La donna voleva trasferirsi in città e lasciare la vita di campagna, che non sopportava più, mentre il marito si era sempre opposto a questa eventualità. Esasperato, Wilfred decide di sbarazzarsi della moglie e coinvolge il figlio nel suo piano. Dopo aver fatto ubriacare Arlette, Wilfred le taglia la gola e getta la donna in un pozzo dietro casa.
Nei giorni successivi, quando sia l'avvocato della Farrington che lo sceriffo chiedono notizie della donna, Wilfred finge che la donna se ne sia andata spontaneamente e Henry regge il gioco al padre. Wilfred inizia ad avere sensi di colpa e allucinazioni, dopo aver visto il corpo della moglie divorato dai topi. Durante l'estate Henry mette incinta la giovane Shannon, sua compagna di classe e vicina di casa. Non avendo nessun appoggio economico dal padre, il ragazzo decide di andarsene e compie una serie di rapine, per provvedere alla fidanzata e al figlio in arrivo.
Wilfred continua ad essere perseguitato dai ratti e dopo essere stato morso, gli viene amputata una mano. Solo e sull'orlo della follia vede il fantasma di Arlette che racconta all'uomo i tragici eventi che hanno coinvolto Henry e Shannon: la ragazza viene ferita da un negoziante rapinato e Henry, trasportatala in macchina, ha un incidente, nel quale Shannon e il figlio che ha in grembo perdono la vita. Henry si suicida sparandosi un colpo in testa.
Poco dopo, lo sceriffo informa Wilfred che è stato ritrovato il corpo di una donna che corrisponde alla descrizione di Arlette fatta dal marito dopo la presunta scomparsa della moglie, facendo così distogliere i sospetti sul marito e chiudendo la faccenda. A seguito di ciò, Wilfred abbandona la fattoria, andando a vivere ad Omaha. Qui, perseguitato dai ratti (che rappresentano i suoi sensi di colpa), cambia diversi lavori, decidendo alla fine di ammettere l'omicidio della moglie.
Terminata la sua confessione, si presentano dinanzi a Wilfred James i fantasmi della moglie, di suo figlio e di Shannon; Henry estrae il coltello e rivolgendosi al padre gli dice: «sarà una cosa rapida».

## Distribuzione
Il film è stato presentato in anteprima al Fantastic Fest il 23 settembre 2017. È stato distribuito il 20 ottobre 2017 su Netflix, in tutti i territori in cui il servizio è disponibile.